# ليلى مكينون
ليلى مكينون (بالإنجليزية: Leila McKinnon) هي صحفية ومقدمة تلفزيونية أسترالية، ولدت في 28 سبتمبر 1972 في إيران.

## وصلات خارجية
- ليلى مكينون على موقع IMDb (الإنجليزية)
- ليلى مكينون على موقع قاعدة بيانات الفيلم (الإنجليزية)